# Mậu Đức Đế cơ
Mậu Đức đế cơ (tiếng Trung: 茂德帝姬, 1106 - 1128), tên thật là Triệu Phúc Kim, là con gái thứ tư của Tống Huy Tông. Bà nổi tiếng vì có dung mạo xinh đẹp nhưng có số phận cực kỳ hẩm hiu, đúng với câu "Hồng nhan bạc phận".

## Cuộc đời
Mậu Đức đế cơ có húy là Phúc Kim (福金), con gái thứ tư của Tống Huy Tông, cũng là con gái đầu của Lưu quý phi, khi đó đang là tiệp dư, ngay sau đó thụ tấn Uyển dung (婉容), về sau được truy phong làm Minh Đạt Lưu Hoàng hậu. Công chúa là em gái của Ích vương Triệu Vực, chị gái ruột của An Thục Đế cơ, Kỳ vương Triệu Mô,Tuân Đức Đế cơ cùng Tín vương Triệu Trăn. Ban đầu phong hiệu của bà là Diên Khánh công chúa (延慶公主), khi Huy Tông cải chế độ "công chúa" thành "đế cơ", bà trở thành "Mậu Đức Đế cơ", em gái ruột là Diễn Phúc công chúa cũng được phong là "Tuân Đức Đế cơ".
Công chúa được xem là đẹp nhất trong các con gái của Tống Huy Tông, nhan sắc ngay từ nhỏ đã cực kỳ diễm lệ, Tống Huy Tông cũng cực kỳ yêu quý cô con gái này. Năm Trọng Hòa nguyên niên (1118), tháng 11, khi 13 tuổi, công chúa hạ giá lấy con trai thứ năm của Sái Kinh là Tuyên Hòa điện Đãi chế Sái Diêu (蔡鞗), sinh một con trai tên Sái Du (蔡愉).
Năm 1127, sự biến Tĩnh Khang xảy ra, Sái Kinh bị xem là quốc tặc nên chém đầu, cả nhà bị tru di, riêng Sái Diêu do là phò mã, nếu giết thì công chúa sẽ trở thành góa phụ nên được giữ lại. Cũng bắt đầu từ đây, cuộc đời của bà trở nên cực kỳ khắc nghiệt và sóng gió.
Khi quân Kim tràn vào, công chúa bị nhị hoàng tử nước Kim là Hoàn Nhan Tông Vọng bắt giữ, thành ca kỹ, ngày ngày phải đối cờ, hầu rượu, múa hát giải khuây, rồi sau bị hắn chuốc say rồi cưỡng bức. Được 1 năm thì Hoàn Nhan Tông Vọng chết, đế cơ liền bị một người cháu của Kim Thái Tông tên Hoàn Nhan Hi Doãn (完颜希尹) chiếm đoạt. Công chúa phải chịu cảnh ô nhục, ngay sau đó đã chết ngay trong trại của Hi Doãn khi mới 22 tuổi. Từ đó không còn ghi chép gì về công chúa nữa, cũng không rõ bà được chôn cất ở nơi nào.